# آلتنهایم
التنهیم (به فرانسوی: Altenheim) یک کمون در فرانسه است که در Canton of Saverne واقع شده‌است.

## خصوصیات
التنهیم ۲٫۷۱ کیلومترمربع مساحت و ۲۲۲ نفر جمعیت دارد.